# Brioche Dorée

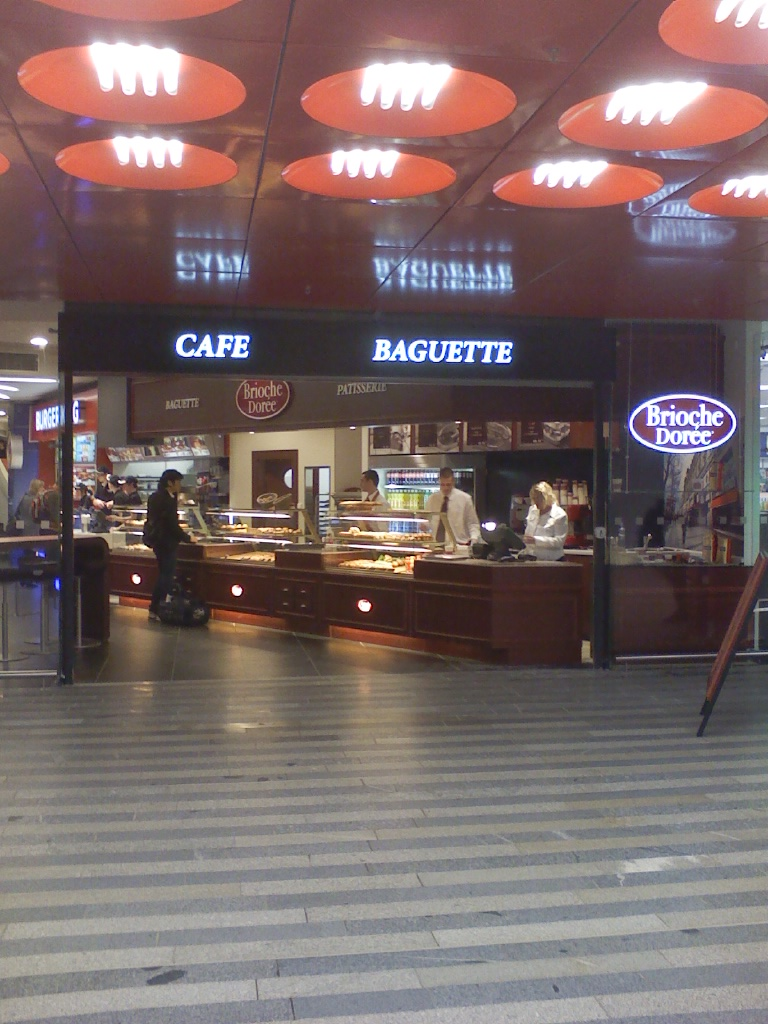
Tienda en la estación principal de Praga.

Brioche Dorée es una cadena francesa de comida rápida creada en 1976 por Louis Le Duff, actual presidente del Groupe Le Duff. La compañía ofrece sándwiches y diferentes postres y en la actualidad cuenta con 500 restaurantes y panaderías, entre ellos 300 en Francia. La empresa afirma que recibe 180 000 clientes al día en Francia. La compañía desarrolló la franquicia en 1992.

## Sucursales
La compañía cuenta con operaciones en África, América, Asia y Europa.

### África
- Argelia
- Marruecos

### América
- Argentina
- Canadá
- Chile
- Costa Rica
- Estados Unidos

### Asia
- Arabia Saudita
- China
- Golfo Pérsico
- Siria
- Corea del Sur

### Europa
- Alemania
- Francia
- Luxemburgo
- Reino Unido
- República Checa
- Suiza